# Leptogaster palparis
Leptogaster palparis är en tvåvingeart som beskrevs av Friedrich Hermann Loew 1847. Leptogaster palparis ingår i släktet Leptogaster och familjen rovflugor. Inga underarter finns listade i Catalogue of Life.